# Thomas Hering (Wirtschaftswissenschaftler)
Thomas Hering (* 1967 in Unna) ist ein deutscher Wirtschaftswissenschaftler.

## Leben
Er studierte von 1986 bis 1991 an der Universität Münster mit den Schwerpunkten Industriebetriebslehre und Unternehmensforschung (Stipendiat der Studienstiftung des deutschen Volkes); Abschluss: Diplom-Kaufmann. Von 1991 bis 1995 war er wissenschaftlicher Mitarbeiter von Dietrich Adam am Institut für Industrie- und Krankenhausbetriebslehre in Münster. Von 1992 bis 1995 war er Lehrbeauftragter für Investition und Finanzierung an der Berufsakademie in Lingen. Nach der Promotion 1994 zum Dr. rer. pol. mit der Dissertation „Investitionstheorie aus der Sicht des Zinses“ (ausgezeichnet mit dem Promotionspreis der Westfälischen Wilhelms-Universität Münster) war er von 1995 bis 2000 wissenschaftlicher Assistent (C1) von Manfred Jürgen Matschke am Lehrstuhl für Allgemeine Betriebswirtschaftslehre und Betriebliche Finanzwirtschaft, insbesondere Unternehmensbewertung, Ernst-Moritz-Arndt-Universität Greifswald. Nach der Habilitation am 3. Juni 1999 zum Dr. rer. pol. habil. mit der Habilitationsschrift „Finanzwirtschaftliche Unternehmensbewertung“ und der Verleihung am 16. Juni 1999 der venia legendi für Betriebswirtschaftslehre war er von 1999 bis 2000 Privatdozent an der Rechts- und Staatswissenschaftlichen Fakultät in Greifswald. Von 1999 bis 2000 vertrat er den Lehrstuhl (C3-O) für Rechnungswesen und Controlling an der Ernst-Moritz-Arndt-Universität Greifswald (sine spe). Im März 2000 lehrte er als Gastprofessor für Finanzwirtschaft an der Universität Joensuu. Seit Juni 2000 ist er Universitätsprofessor (C4) an der Wirtschaftswissenschaftlichen Fakultät der Fernuniversität in Hagen.
Seine Arbeitsgebiete sind Investitions- und Finanzierungstheorie, Unternehmensbewertung, Unternehmensplanung und -steuerung, Unternehmensgründung und -nachfolge, Produktion, Rechnungswesen, Betriebswirtschaftslehre der Gemeinde.

## Schriften (Auswahl)
- Investitionstheorie aus der Sicht des Zinses. Wiesbaden 1995, ISBN 3-8244-0237-8.
- mit Manfred Jürgen Matschke: Kommunale Finanzierung. München 1998, ISBN 3-486-24782-4.
- Finanzwirtschaftliche Unternehmensbewertung. Wiesbaden 1999, ISBN 3-8244-7044-6.
- mit Manfred Jürgen Matschke und Heinz Eckart Klingelhöfer: Finanzanalyse und Finanzplanung. München 2002, ISBN 3-486-25934-2.